# 23 oktober
23 oktober är den 296:e dagen på året i den gregorianska kalendern (297:e under skottår). Det återstår 69 dagar av året.

## Återkommande bemärkelsedagar

### Nationella helgdagar
- Ungern: Revolutionsdagen (till minne av Ungernrevolten 1956)

## Namnsdagar

### I den svenska almanackan
- Nuvarande – Severin och Sören
- Föregående i bokstavsordning
  - Severin – Namnet infördes på dagens datum 1830, då det ersatte den äldre namnformen Severinus. Det utgick 1901, men återinfördes på dagens datum 1986 och har funnits där sedan dess.
  - Severinus – Namnet fanns till minne av en biskop i Köln, som dog 399, på dagens datum före 1830, då det utgick och ersattes av den modernare namnformen Severin.
  - Sören – Namnet infördes på dagens datum 1901 och har funnits där sedan dess.
- Föregående i kronologisk ordning
  - Före 1830 – Severinus
  - 1830–1900 – Severin
  - 1901–1985 – Sören
  - 1986–1992 – Sören och Severin
  - 1993–2000 – Sören och Severin
  - Från 2001 – Severin och Sören
- Källor
  - Brylla, Eva (red.). Namnlängdsboken. Gjøvik: Norstedts ordbok, 2000 ISBN 91-7227-204-X
  - af Klintberg, Bengt. Namnen i almanackan. Gjøvik: Norstedts ordbok, 2001 ISBN 91-7227-292-9

### Finlandssvenska almanackan
- Nuvarande från 2020[1] – Sören, Severin
- I föregående revideringar[a][2]
  - 1929–1949 – Severin
  - 1950–1972 – Trygve
  - 1973–2019 – Severin, Sören

## Händelser
- 1157 – Sven Grate stupar i slaget på Grate hed (varifrån han får sitt tillnamn) och därmed kan den kvarvarande tronpretendenten Valdemar utropa sig till kung av hela Danmark. Samma dag gifter han sig med Sofia av Minsk, som därmed blir drottning av Danmark.
- 1642 – Slaget vid Leipzig under trettioåriga kriget, där en svensk armé under ledning av Lennart Torstenson besegrar en numerärt överlägsen kejserlig här.
- 1714 – Det svenska justitiekanslersämbetet inrättas.
- 1801 – Den första vaccinationen mot smittkoppor i Sverige genomförs.
- 1942 – Andra slaget vid El Alamein inleds.
- 1947 – Julie Andrews gör sin scendebut i Starlight Roof.
- 1952 – Den svenska jagaren HMS Småland (J19) sjösätts.
- 1956 – Ungernrevolten startar.
- 1983 – Ett sprängattenat utförs av Hizbollah mot det fransk-amerikanska militärhögkvarteret i Beirut.[3] 298 personer dödas.
- 2001 – Apple Computer lanserar Ipod, världens andra revolutionerande portabla musikspelare efter Sony Walkman.

## Födda
- 1636 – Hedvig Eleonora av Holstein-Gottorp, drottning av Sverige 1654–1660, gift med Karl X Gustav.
- 1695 – François de Cuvilliés, fransk-tysk rokokoarkitekt.
- 1766 – Emmanuel Grouchy, marskalk av Frankrike.
- 1794 – Oliver H. Smith, amerikansk politiker, senator (Indiana) 1837–1843.
- 1801 – William Henry Haywood, amerikansk demokratisk politiker, senator (North Carolina) 1843–1846.
- 1817
  - James W. Denver, amerikansk demokratisk politiker och militär, kongressledamot 1855–1857.
  - Torsten Thure Renvall, finsk ärkebiskop 1884–1898.
  - Pierre Larousse, fransk lexikograf.
- 1822 – Gustav Spörer, tysk astronom.
- 1831 – Basil Lanneau Gildersleeve, amerikansk klassisk filolog.
- 1835 – Adlai E. Stevenson I, amerikansk politiker, vicepresident 1893-1897
- 1862 – August Storm, svensk överstelöjtnant och finanssekreterare i Frälsningsarmén, sångförfattare.
- 1874 – Robert Dinesen, dansk regissör, producent och manusförfattare.
- 1876 – George Alfred Carlson, amerikansk republikansk politiker, guvernör i Colorado 1915–1917.
- 1889 – Anna Hillberg, svensk skådespelare.
- 1893 – Gummo Marx, amerikansk skådespelare, en av Bröderna Marx.
- 1899 – Filip Oktjabrskij, sovjetisk amiral.
- 1902 – Ib Schønberg, dansk skådespelare.
- 1903
  - Maja Nilsson, svensk politiker.
  - Hilmer Borgeling, svensk sångare.
  - Richard Thomalla, tysk SS-officer.
- 1905 – Felix Bloch, amerikansk fysiker, mottagare av Nobelpriset i fysik 1952.
- 1918 – Ulrik Neumann, dansk kompositör, sångare och musiker (gitarrist).
- 1920 – Kaija Sirén, finländsk arkitekt.
- 1923
  - Bengt Haslum, svensk sångtextförfattare, författare, översättare och programledare i radio.
  - Bhairon Singh Shekhawat, indisk politiker, vicepresident 2002–2007.
- 1925 – Johnny Carson, amerikansk tv-personlighet.
- 1927 – Edward Kienholz, amerikansk konstnär.
- 1931 – Diana Dors, brittisk skådespelare.
- 1937 – Giacomo Russo, italiensk racerförare.
- 1938 – John Heinz, amerikansk republikansk politiker, senator (Pennsylvania) 1977–1991.
- 1939 – Ami Priyono, indonesisk skådespelare.
- 1940 – Pelé, brasiliansk fotbollsspelare.
- 1942 – Michael Crichton, amerikansk författare och producent.
- 1945 – Kim Larsen, dansk musiker, sångare i Gasolin'.
- 1947 – Abd al-Aziz ar-Rantissi, en av Hamas ledare.
- 1951 – MariAnne Häggander, svensk operasångare och hovsångare.
- 1954
  - Ang Lee, taiwanesisk-amerikansk filmregissör.
  - Mats Lindblom, svensk skådespelare, sångare och regissör.
- 1957 – Martin Luther King III, amerikansk samhällsaktivist och äldste son till Martin Luther King, Jr.
- 1958 – Peter LeMarc, svensk sångare och låtskrivare.
- 1959
  - "Weird Al" Yankovic, amerikansk musiker, satiriker och tv-producent.
  - Ikang Fawzi, indonesisk skådespelare.
- 1960 – Randy Pausch, amerikansk professor i datavetenskap.
- 1963 – Thomas Di Leva, svensk musiker.
- 1964
  - Robert Trujillo, amerikansk basist.
  - Camilla Henemark, svensk sångare, skådespelare, modell och debattör.
- 1969 – Dolly Buster, tysk-tjeckisk porrstjärna, strippa, författare, politiker och skådespelare.
- 1972
  - Yaba Holst, svensk skådespelare, regissör, producent och skribent.
  - Tiffeny Milbrett, amerikansk fotbollsspelare.
- 1973
  - Uliana Lopatkina, ukrainsk ballerina.
  - Lars Malmros, svensk musiker, trummis i Broder Daniel.
- 1976 – Ryan Reynolds, kanadensisk skådespelare.
- 1985 – Masiela Lusha, amerikansk skådespelare.
- 1986 – Emilia Clarke, brittisk skådespelare.
- 1987 – Faye Hamlin, svensk sångare.

## Avlidna
- 1157 – Sven Grate, kung av Danmark sedan 1146 (stupad i slaget på Grate hed).
- 1181 – Adela av Meissen, drottning av Danmark 1152–1157, gift med Sven Grate.
- 1656 – Erik Axelsson Oxenstierna, svensk greve, rikskansler sedan 1654.
- 1657 – Erik Gyllenstierna, svenskt riksråd.
- 1799 – William Paca, amerikansk jurist och politiker.
- 1867 – Franz Bopp, tysk språkvetare.
- 1869 – Edward Smith-Stanley, 14:e earl av Derby, brittisk premiärminister 1852, 1858–1859, 1866–1869.
- 1880 – Bettino Ricasoli, italiensk statsman.
- 1887 – Elihu B. Washburne, amerikansk republikansk politiker, USA:s utrikesminister 1869.
- 1896 – Columbus Delano, amerikansk politiker.
- 1902 – Olof Larsson i Bratteberg, svensk lantbrukare och politiker (liberal).
- 1917 – Eugène Grasset, schweizisk-fransk målare.
- 1926 – Olympia Brown, 91, amerikansk kvinnorättskämpe.
- 1928 – Alphonse Aulard, fransk historiker.
- 1944 – Charles Glover Barkla, 67, brittisk fysiker, mottagare av Nobelpriset i fysik 1917.
- 1946 – Kurt Daluege, tysk nazistisk politiker och polischef (avrättad).
- 1948 – Carl E. Bailey, amerikansk demokratisk politiker, guvernör i Arkansas 1937–1941.
- 1950 – Al Jolson, amerikansk sångare och skådespelare.
- 1956 – Sven Sköld, svensk kompositör, arrangör, musiker (cello) och dirigent.
- 1958 – Gerda Lundequist, svensk skådespelare.
- 1962 – Henry D. Hatfield, amerikansk republikansk politiker och kirurg, senator (West Virginia) 1929-1935.
- 1968 – Naima Wifstrand, svensk operettsångare, skådespelare, kompositör och regissör.
- 1976 – Rolf Bengtsson, svensk skådespelare.
- 1981 – Thurman C. Crook, amerikansk demokratisk politiker, kongressledamot 1949–1951.
- 1982 – Hans Grüneberg, brittisk genetiker.
- 1984 – Millard F. Caldwell, amerikansk demokratisk politiker, guvernör i Florida 1945–1949.
- 1986
  - Edward A. Doisy, 92, amerikansk biokemist, mottagare av Nobelpriset i fysiologi eller medicin 1943.
  - Georg Funkquist, svensk skådespelare.
- 1988 – Jan Erik Lindqvist, svensk skådespelare.
- 1993 – Ulf Björlin, svensk dirigent och tonsättare, arrangör av filmmusik.
- 1996 – Harold Hughes, amerikansk politiker, guvernör i Iowa 1963–1969, senator 1969–1975.
- 2001 – Julie Bernby, svensk skådespelare, sångare, författare och sångtextförfattare.
- 2003 – Soong May-ling, 106, känd som madame Chiang Kai-shek, kinesisk presidentfru.
- 2007 – Gun Kessle, 81, svensk konstnär och fotograf, författaren Jan Myrdals fru.
- 2009 – Lou Jacobi, 95, amerikansk skådespelare.
- 2011
  - Nusrat Bhutto, 82, pakistansk politiker, änka efter Zulfikar Ali Bhutto och mor till Benazir Bhutto.
  - Herbert Hauptman, 84, amerikansk matematiker och kemist, mottagare av Nobelpriset i kemi 1985.
  - Florence Parry Heide, 92, amerikansk barnboksförfattare.
  - Marco Simoncelli, 24, italiensk roadracingförare.
- 2012
  - Roland de la Poype, 92, fransk stridspilot, uppfinnare, industrialist och naturskyddsföreträdare.
  - May Sandart, 93, svensk dansare och skådespelare.
- 2013 – Anthony Caro, 89, brittisk skulptör.
- 2014
  - Alvin Stardust (även känd som Shane Fenton), 72, brittisk popsångare.
  - André Piters, 83, belgisk fotbollsspelare.
  - Göran Johansson, 69, svensk socialdemokratisk kommunalpolitiker och metallarbetare, Göteborgs kommunstyrelses ordförande under 19 år.
- 2015 – Jimmy Roberts, 75, kanadensisk professionell ishockeyspelare och ishockeytränare.
- 2016 – Pete Burns, 57, brittisk sångare.
- 2017 – Reinhold Durnthaler, 74, österrikisk bobåkare.
- 2018 – Olle Wallner, 86, svensk företagsledare och internetpionjär.
- 2019 – Francis Tresham, 83, brittisk brädspelskonstruktör.
- 2020 – Jerry Jeff Walker, 78, amerikansk countrymusiker, sångare och låtskrivare.
- 2021 – Sirkka Turkka, 82, finländsk poet.
- 2022 – Per Jonsson, 88, svensk skådespelare.
- 2023 – Aira Samulin, 96, finländsk danspedagog och modeföretagare.
- 2024 – Leon Cooper, 94, amerikansk fysiker, mottagare av Nobelpriset i fysik 1972.